# アイゼンベルク (ラインラント＝プファルツ)
アイゼンベルク (独: Eisenberg (Pfalz))はドイツ連邦共和国 ラインラント＝プファルツ州ドナースベルク郡にある市。アイゼンベルク連合自治体 (独: Verbandsgemeinde Eisenberg (Pfalz)) の行政庁所在地である。
プファルツの森の北東の端、ヴォルムスの南西、約20kmに位置する。

## 姉妹都市
- - サンヴィーニュ＝レ＝ミーヌ(Sanvignes-les-Mines) （フランス ）
- - バルドック(Baldock) （イギリス ）